# Bonpland (cràter)
Bonpland són les restes d'un cràter d'impacte lunar units a la plana emmurallada del cràter Fra Mauro al nord i al cràter Parry cap a l'est. La intersecció de les seves vores forma una pujada muntanyenca de tres puntes. Al sud-est se situa el petit cràter Tolansky. Bonpland es troba en la vora oriental de la Mare Cognitum.

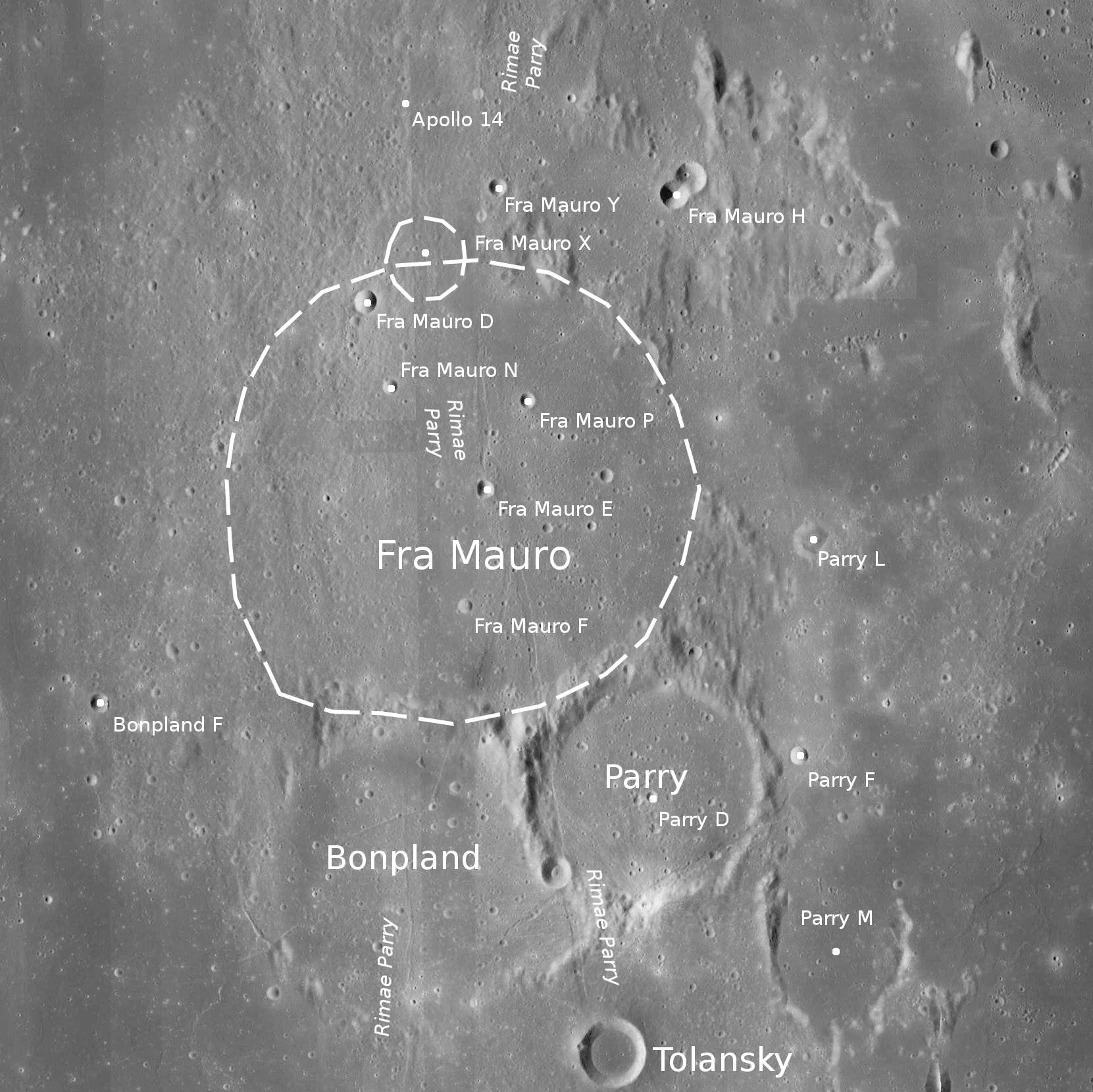
Fotografia de la missió Lunar Reconnaissance Orbiter

El seu contorn està molt desgastat i erosionat, amb la intrusió de Parry en l'est es crea una extensió engruixada cap al sud-est. La planta ha estat inundada per fluxos de lava en el passat, deixant una superfície relativament plana interrompuda per una sèrie d'esquerdes estretes, denominades col·lectivament com Rimae Parry. Aquestes esquerdes creuen la vora tant pel sud com pel nord, i s'estenen fins al veí Fra Mauro.

## Cràters satèl·lit

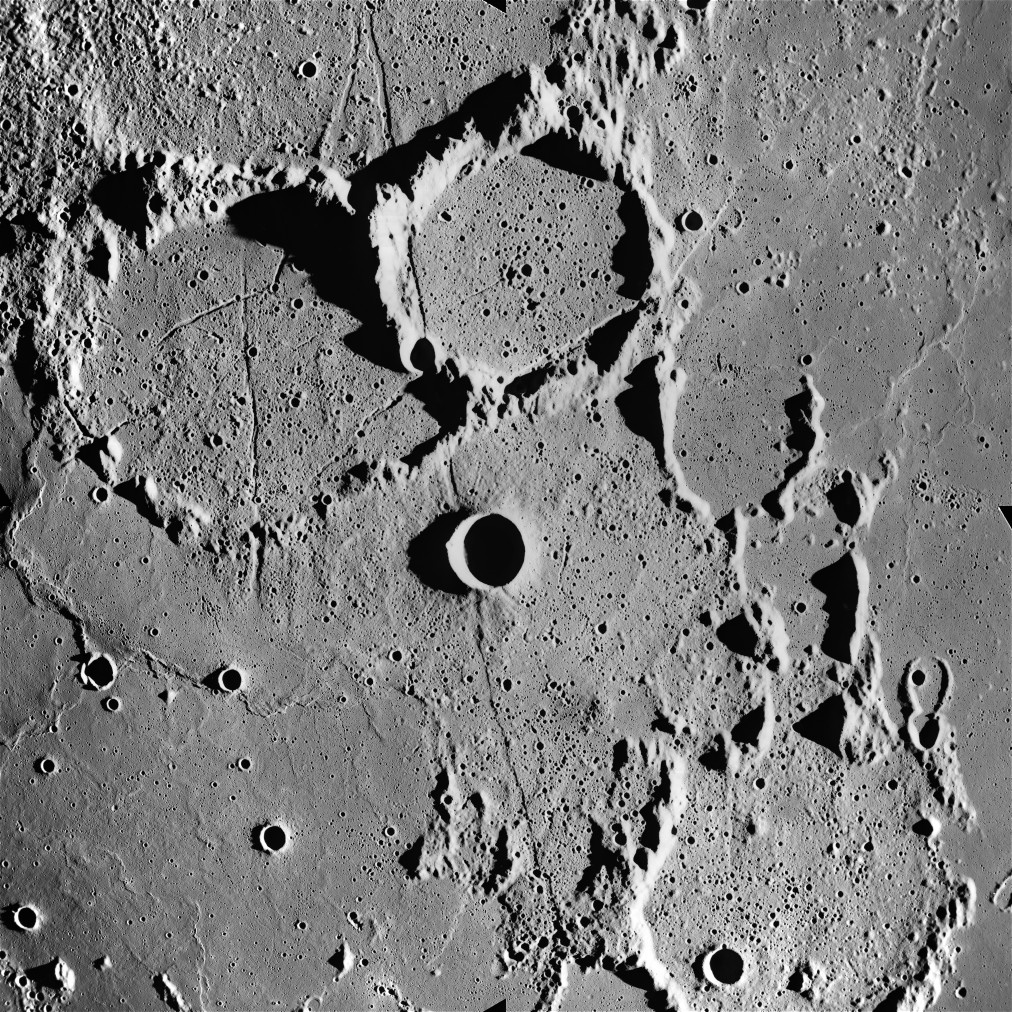
Fotografia de la missió Apol·lo 16

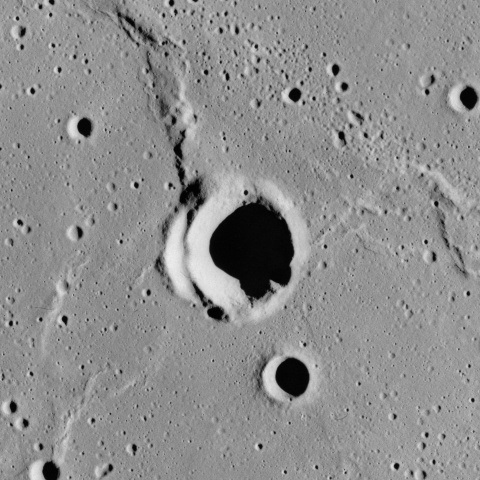
El cràter intacte Bonpland D

|          | \| Bonpland \| Coordenades \| Diàmetre \| \| -------- \| ------------------------------------ \| -------- \| \| C \| 10° 12′ S, 17° 24′ O / 10.2°S,17.4°O \| 4 km \| \| D \| 10° 06′ S, 18° 12′ O / 10.1°S,18.2°O \| 6 km \| \| F \| 7° 18′ S, 19° 18′ O / 7.3°S,19.3°O \| 4 km \| \| G \| 11° 36′ S, 18° 48′ O / 11.6°S,18.8°O \| 4 km \| \| H \| 11° 24′ S, 19° 54′ O / 11.4°S,19.9°O \| 4 km \| \| J \| 11° 24′ S, 20° 24′ O / 11.4°S,20.4°O \| 3 km \| \| L \| 7° 30′ S, 21° 12′ O / 7.5°S,21.2°O \| 3 km \| \| N \| 9° 24′ S, 21° 24′ O / 9.4°S,21.4°O \| 3 km \| \| P \| 10° 54′ S, 21° 30′ O / 10.9°S,21.5°O \| 1 km \| \| R \| 10° 42′ S, 18° 36′ O / 10.7°S,18.6°O \| 3 km \| |          |
| Bonpland | Coordenades | Diàmetre |
| C        | 10° 12′ S, 17° 24′ O / 10.2°S,17.4°O | 4 km     |
| D        | 10° 06′ S, 18° 12′ O / 10.1°S,18.2°O | 6 km     |
| F        | 7° 18′ S, 19° 18′ O / 7.3°S,19.3°O | 4 km     |
| G        | 11° 36′ S, 18° 48′ O / 11.6°S,18.8°O | 4 km     |
| H        | 11° 24′ S, 19° 54′ O / 11.4°S,19.9°O | 4 km     |
| J        | 11° 24′ S, 20° 24′ O / 11.4°S,20.4°O | 3 km     |
| L        | 7° 30′ S, 21° 12′ O / 7.5°S,21.2°O | 3 km     |
| N        | 9° 24′ S, 21° 24′ O / 9.4°S,21.4°O | 3 km     |
| P        | 10° 54′ S, 21° 30′ O / 10.9°S,21.5°O | 1 km     |
| R        | 10° 42′ S, 18° 36′ O / 10.7°S,18.6°O | 3 km     |